# Sauvetage par câble

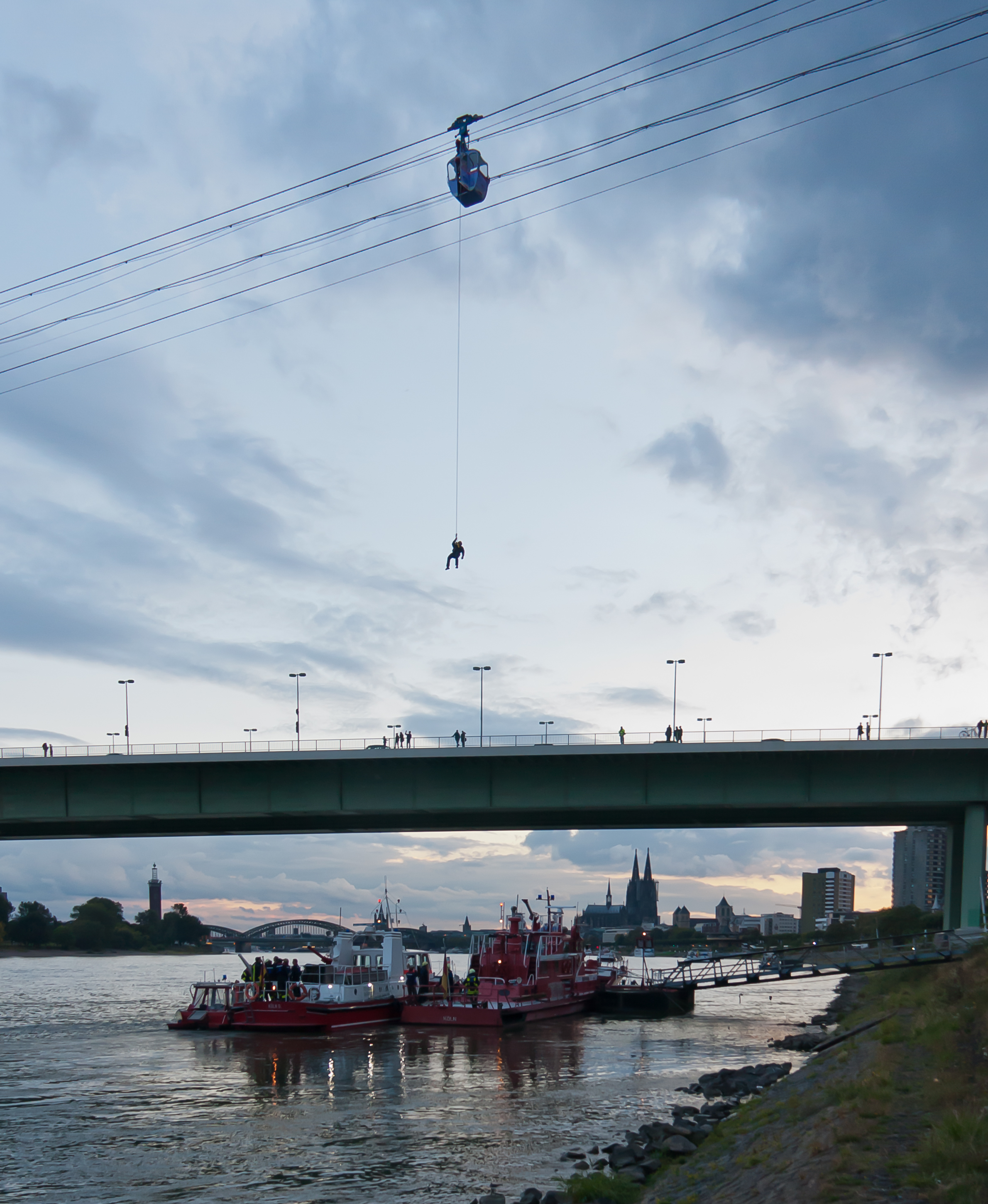
Un exercise de sauvetage par câble dans une télécabine à Cologne.

Sauvetage par câble est un sous-ensemble de recherche et sauvetage (R&S), qui implique l'utilisation de câbles.